# تيوفيل بدر
تيوفيل بدر (بالفرنسية: Théophile Bader)‏ هو شخصية أعمال فرنسي، ولد في 24 أبريل 1864 في دامباتش لا فيل في فرنسا، وتوفي في 16 مارس 1942 في باريس في فرنسا.